# Evermore: The Art of Duality
Albums de The Underachievers
Cellar Door: Terminus ut Exordium
(2014)
Evermore: The Art of Duality est le deuxième album studio des Underachievers, sorti le 12 août 2014.

## Liste des titres
| No  | Titre                         | Producteur(s)                | Durée |
| --- | ----------------------------- | ---------------------------- | ----- |
| 1.  | Rain Dance (Phase 1 Intro)    | Nick León                    | 3:40  |
| 2.  | Shine All Gold                | Nick León                    | 4:19  |
| 3.  | Chasing Faith                 | Nick León                    | 3:57  |
| 4.  | Star Signs                    | Nick León                    | 3:17  |
| 5.  | The Dualist                   | Evan Imwalle & Nick León     | 4:28  |
| 6.  | Illusions                     | Ashton Benz & Lucas Savo     | 4:17  |
| 7.  | The Brooklyn Way              | Phil Jackson                 | 4:29  |
| 8.  | Reincarnation (Phase 2 Intro) | IGNORVNCE                    | 2:34  |
| 9.  | Take Your Place               | Mr. Bristol                  | 3:32  |
| 10. | Moon Shot                     | Ashton Benz et Lucas Savo    | 4:19  |
| 11. | Generation Z                  | Nick León et POSHstronaut    | 4:48  |
| 12. | Allusions                     | Ashton Benz                  | 4:05  |
| 13. | We the Hope                   | Nick León                    | 4:28  |
| 14. | Stay the Same                 | John « JohnGBeats » Gustanar | 3:44  |
| 15. | Unconscious Monsters          | Nick León                    | 4:00  |